# SS-Totenkopfverbände

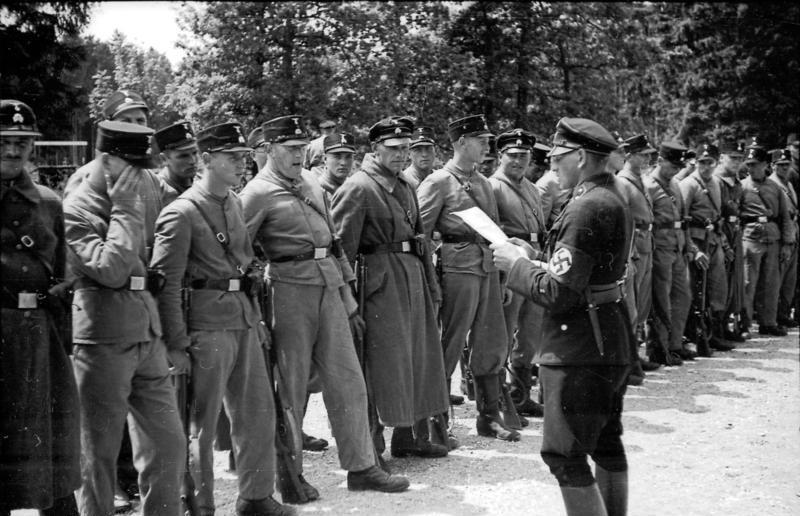
Leden van de SS-Totenkopfverbände in Dachau (1933)

De SS-Totenkopfverbände of SS-TV (SS-doodskopeenheden) was een organisatie uit nazi-Duitsland. De organisatie was een deel van de SS en had tot doel het bewaken van de concentratiekampen. Na de oprichting van de Waffen-SS ging een groot aantal van de leden van de Totenkopfverbände over naar de SS-Totenkopfdivision, een van de sterkste Waffen-SS-eenheden gedurende de Tweede Wereldoorlog.
In 1933 werden door SS-Brigadeführer Theodor Eicke, die op dat moment ook kampcommandant van het concentratiekamp Dachau was, de SS-Totenkopfverbände opgericht, om voldoende SS-soldaten te hebben om Dachau te kunnen bewaken. Later werden er ook eenheden opgericht in Sachsenhausen en Oranienburg, waar ook het kantoor van Eicke was gevestigd.
Na de Nacht van de Lange Messen, die tegen de SA gericht was, in juni 1934, werd Eicke benoemd tot Inspekteur der Konzentrationslager und Führer der SS Wachverbände (Inspecteur der concentratiekampen en commandant van de SS-bewakers), waarna hij verantwoordelijk was voor het verder uitbouwen van zijn organisatie, die hij het jaar ervoor had opgericht. Op 29 maart 1936 werden de SS-Totenkopfverbände officieel erkend en benoemd door de Reichsführer-SS Heinrich Himmler waarna de organisatie bleef bestaan tot de opheffing van de SS in 1945, hoewel de organisatie veel veranderingen ondergaan had in verloop van de oorlog.
De eenheden van 1934 bestonden uit zes Wachtruppe in elk groot naziconcentratiekamp. In 1935 werden deze originele zes Wachtruppe uitgebreid en hernoemd tot Wachsturmbann en in 1937 uiteindelijk tot de drie belangrijkste SS-Totenkopfstandarten. Deze structuur bleef bestaan tot in 1941, toen de uitbouw van het systeem van werk- en concentratiekampen in de bezette gebieden een reorganisatie noodzakelijk maakte. Vanaf dat jaar ressorteerden de Totenkopfverbände onder de Waffen-SS en werden ze onderverdeeld in drie grote groepen, namelijk Werkkampen, Concentratiekampen en Uitroeiingkampen.

## Lijst van de SS-Totenkopfstandarten
| SS-Totenkopfstandarte  | Stammlager (hoofdkamp)/Gründungssitz |
| ---------------------- | ------------------------------------ |
| I „Oberbayern“         | Dachau                               |
| II „Brandenburg“       | Sachsenhausen                        |
| III „Thüringen“        | Weimar-Buchenwald                    |
| IV „Ostmark“           | Mauthausen                           |
| V „Dietrich Eckhardt“  | Oranienburg                          |
| VI                     | Praag                                |
| VII                    | Brünn                                |
| VIII                   | Krakau                               |
| IX                     | Danzig                               |
| X                      | Weimar-Buchenwald                    |
| XI                     | Radom                                |
| XII                    | Posen                                |
| XIII                   | Wenen                                |
| XIV                    | Weimar-Buchenwald                    |
| XV                     | Płock                                |
| XVI                    | Dachau                               |
| „Kirkenes“             | Kirkenes                             |
| „Oberbayern“ (reserve) | Dachau                               |